# خیابان جانبازان
خیابان جانبازان یا خیابان گلبرگ یکی از خیابان های تهران است که جهت شرقی-غربی دارد. این خیابان که در شرق تهران واقع شده است، از خیابان دردشت و خیابان ۱۴۲ غربی آغاز شده و به میدان سبلان منتهی می‌شود.
خیابان جانبازان از خیابان دردشت و خیابان ۱۴۲ غربی شروع شده و پس از گذر از میدان هفت حوض و میدان حلال احمر به میدان سبلان و خیابان قدوسی و بزرگراه صیاد می‌رسد.

## تقاطع ها

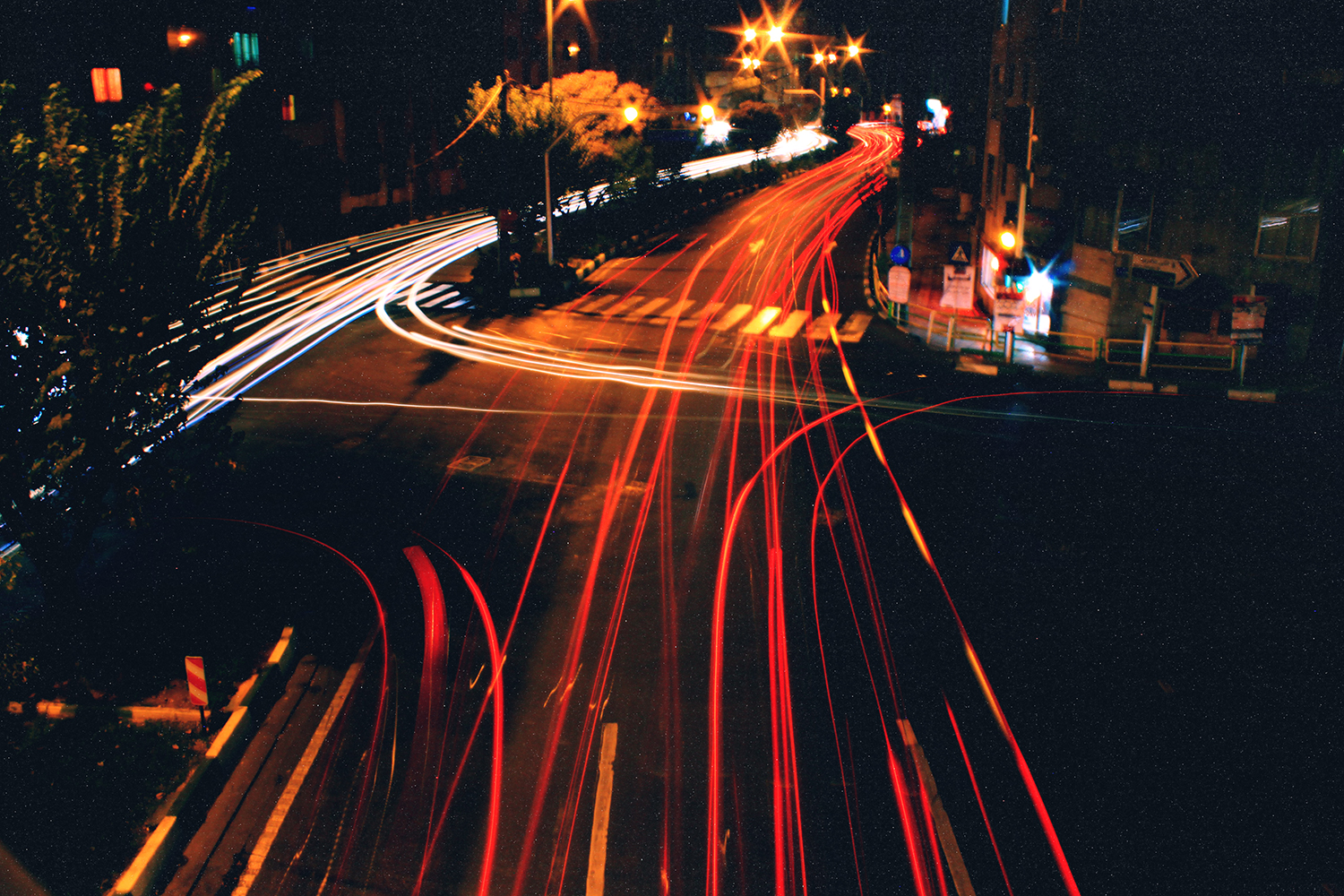
خیابان جانبازان غربی، شانزده متری دوم

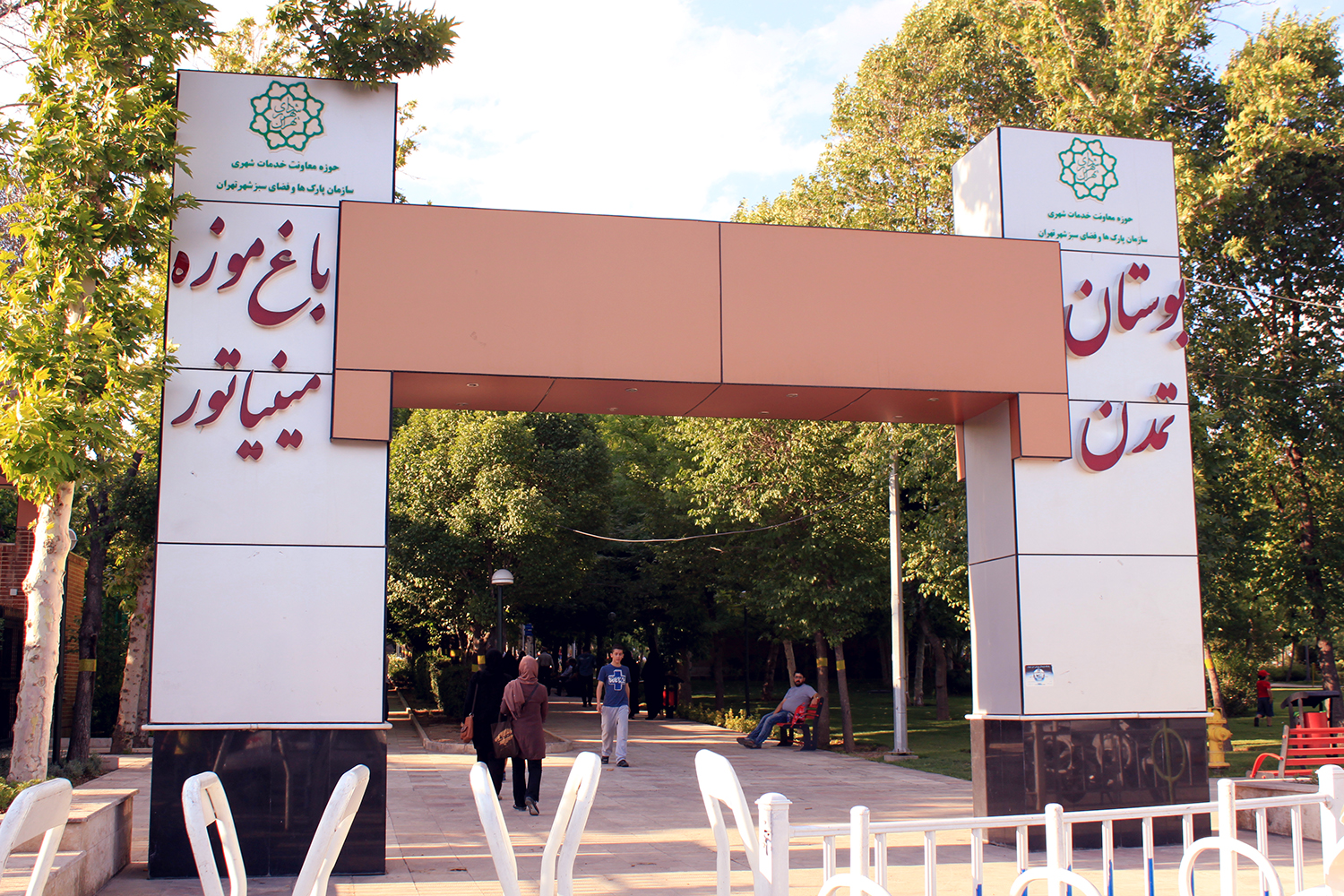
سر در بوستان تمدن و باغ موزه مینیاتور تهران

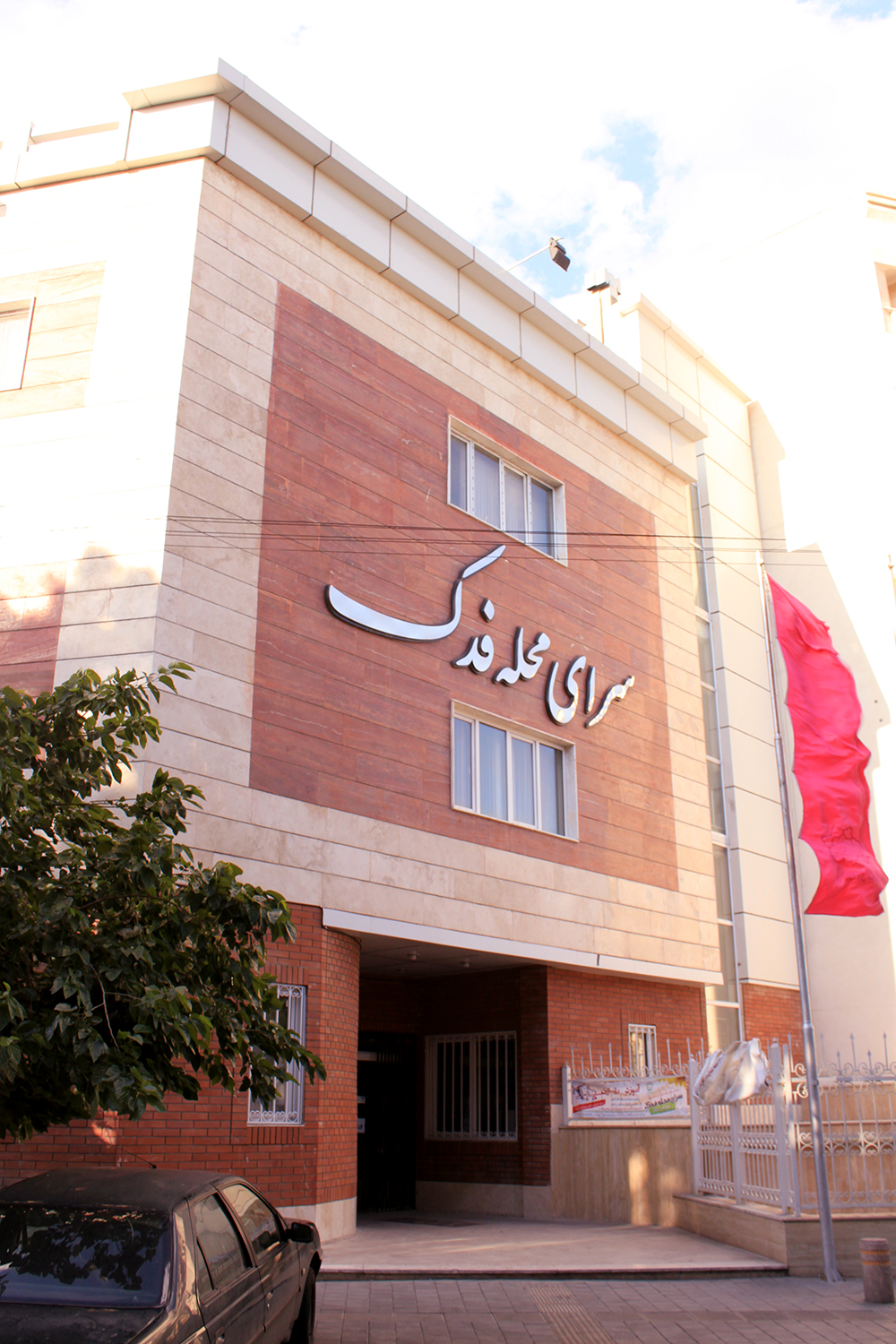
سرای محلهٔ فدک در میدان هلال احمر

| از شرق به غرب   | از شرق به غرب                      | از شرق به غرب |
| --------------- | ---------------------------------- | ------------- |
|                 | خیابان دردشت خیابان ۱۴۲ غربی       |               |
|                 | خیابان مهر                         |               |
|                 | خیابان مدائن                       |               |
|                 | خیابان لادن                        |               |
| میدان هفت حوض   | خیابان آیت                         |               |
|                 | خیابان کمیجانی                     |               |
|                 | خیابان بختیاری                     |               |
|                 | خیابان سمنگان                      |               |
| میدان هلال احمر | خیابان گلستان                      |               |
|                 | خیابان شهید مدنی                   |               |
|                 | بزرگراه امام علی                   |               |
| دوربرگردان      |                                    |               |
|                 | خیابان کرمان                       |               |
|                 | خیابان اثنی عشری                   |               |
|                 | خیابان صفایی                       |               |
| میدان امام رضا  | خیابان گلشن دوست خیابان مسیل باختر |               |
| میدان سبلان     | بزرگراه صیاد شیرازی خیابان قدوسی   |               |
| از غرب به شرق   |                                    |               |

## تاریخچه
این خیابان سالیان درازی تا اوایل دهه ۶۰ بیابانی بوده و پایان غربی آن تقاطع با مسیل باختر بود. (چهارراه جانبازان - سه راه ارامنهٔ سابق)
با آغاز جهادهای سازندگی در تهران، این خیابان شکل نو و کاملی به خود گرفت، حدفاصل مسیل باختر تا میدان سبلان گشایش یافت، اطراف آن آباد شد و بلواری در وسط آن ساخته شد. تقاطع همسطح مسیل ابراهیم‌آباد (بزرگراه امام علی کنونی) در اوایل دهه ۸۰ با آغاز پروژهٔ ساخت بزرگراه امام علی دستخوش تغییرات فراوانی شد، مدتی مسیر این خیابان بسته بود و پس از پایان فاز دوم بزرگراه امام علی (حدفاصل مسیل باختر تا بزرگراه رسالت) تقاطع غیر همسطح خیابان جانبازان و این بزرگراه افتتاح و آمادهٔ استفاده شد.
در سال ۱۳۹۲ در پی حوادث رانندگی در چهارراه جانبازان و خطراتی که احتمال می‌رفت، پروژه تغییر ظاهری «چهارراه جانبازان» به میدان شروع شد و دور برگردان‌ها و مسیرهای ایمن برای این چهارراه پرتردد در نظر گرفته شد.
و دراخر درسال ۱۳۹۵ چهارراه گلبرگ تبدیل به میدان شد
که نام ان را میدان امام رضا ع انتخاب نموند.

## فضاهای سبز اطراف خیابان جانبازان
- بوستان گلبرگ (تمدن) و باغ موزهٔ مینیاتور تهران (تقاطع بزرگراه امام علی)
- پارک کرمان (کرمان جنوبی)
- میدان هلال‌احمر
- پارک فدک (پایین‌تر از تقاطع نظام‌آباد)
- میدان هفت‌حوض

## ساختمان‌های مهم
- شهرداری منطقهٔ ۸ (غرب میدان هفت‌حوض تقاطع ارجمند)
- سرای محله فدک (شمال میدان هلال احمر)
- پاساژ گلبرگ (از مراکز مهم خرید و فروش موبایل در شرق تهران) (غرب میدان هفت حوض تقاطع ارجمند)
- کلانتری ۱۲۷ نارمک (میدان هفت‌حوض)
- مسجد النبی (میدان هفت‌حوض)

## حمل و نقل عمومی
مترو
- ایستگاه مترو صیاد شیرازی (خط ۳ مترو) بالاتر از میدان سبلان
- ایستگاه مترو جانبازان (خط ۲ مترو) بالاتر از تقاطع خیابان شهید مدنی

اتوبوسرانی
خطوط اتوبوسرانی عبوری این خیابان عبارتند از:
- خط اتوبوس ۲۰۷ چهارراه تهرانپارس به میدان رسالت
- خط اتوبوس ۲۰۹ پل خاقانی به پایانه شهید بهشتی
- خط اتوبوس ۳۶۲ میدان رسالت به پیچ شمیران
- خط ۷۰۱ وحیدیه به میدان رسالت[۱]